# Tiffany Doll
Tiffany Doll (Cherbourg-Octeville, Normandia; 20 de maig de 1986) és una actriu pornogràfica francesa.
En 2014 va rebre la seva primera nominació als Premis AVN a la Artista femenina estrangera de l'any, categoria en la qual tornaria a estar nominada en 2015 i 2016. En 2016 també va ser candidata en la categoria de Millor escena de sexe en producció estrangera per Baron's Whores.